# نهائي كأس الكونفيدرالية الإفريقية 2020
نهائي كأس الكونفيدرالية الأفريقية 2019–20، هو نهائي النسخة السابعة عشر من ثاني أكبر بطولة أفريقية على مستوى الأندية بعد دوري أبطال أفريقيا ينظمها الكاف.
حقق نهضة بركان لقب البطولة لأول مرة في تاريخه بعد الفوز على بيراميدز بهدف لصفر (1-0)، ليتأهل للعب مباراة كأس السوبر الأفريقي 2020 ضد بطل دوري أبطال أفريقيا 2019-20.

## الملعب
قررت اللجنة التنفيذية للاتحاد الإفريقي لكرة القدم في يونيو 2019 أن المباراة النهائية ستلعب في مباراة واحدة. المغرب هو الوحيد الذي رشّح ملعبا لمباراة النهائي:
- المجمع الرياضي الأمير مولاي عبد الله، الرباط

## الفرق
| الفريق     | المنطقة      | حضور سابق في المباراة النهائية (الخط الغليظ يشير إلى بطل تلك النسخة) |
| ---------- | ------------ | -------------------------------------------------------------------- |
| بيراميدز   | شمال أفريقيا | 0                                                                    |
| نهضة بركان | شمال أفريقيا | 1 (2019)                                                             |

## المباراة
| بيراميدز | 0–1   | نهضة بركان      |
| -------- | ----- | --------------- |
|          | تقرير | إيسوفو دايو 15' |

## الملاحظات
1. 1 2  لعبت المباراة النهائية خلف أبواب مغلقة بسبب جائحة فيروس كورونا في المغرب 2020.